# 파이살라바드
파이살라바드(우르두어: فیصل آباد, 영어: Faisalabad)는 파키스탄 펀자브 주에 위치한 도시이다. 예전에는 리알푸르(Lyallpur)로 알려져 있었으나, 사우디아라비아의 파이살 국왕을 기념하기 위해 개명했다. 파키스탄에서 카라치, 라호르에 이어 세 번째로 큰 도시이다.
역사적으로 펀자브에서 가장 큰 마을 중 하나인 리알푸르는 영국령 인도 내 최초의 계획 도시 중 하나였으며 오랫동안 국제적인 대도시로 발전했다. 파이살라바드는 도시 구역으로 재편성되었다. 2001년 지방자치단체조례(LGO)에 의해 공포된 권한이양이다. 파이살라바드 지구의 총 면적은 5,856km2(2,261평방마일)이고, 파이살라바드 개발청(FDA)이 관리하는 면적은 1,326km2(512평방마일)이다. 파이살라바드 개발청(FDA)은 파이살라바드의 부동산 개발을 승인하거나 거부할 책임이 있습니다. FDA의 승인을 받아 엘리트적이고 편안한 라이프스타일을 제공하는 다양한 고급스럽고 현대적인 사회가 여기에 나열되어 있습니다.
파이살라바드는 지역의 중심 위치와 도로, 철도 및 항공 운송을 연결하기 때문에 주요 산업 및 유통 중심지로 성장했다. 파키스탄의 맨체스터로 불린다. 2013년 기준 파이살라바드의 GDP는 430억 달러로 추산되었으며, 2025년에는 5.7%의 성장률로 870억 달러로 증가할 것으로 예상된다. 파이살라바드는 펀자브의 GDP에 10% 이상 기여한다. 평균 연간 GDP(명목)는 205억 달러이며, 농업과 산업은 그 특징으로 남아 있다.

## 기후
파이살라바드는 반건조 기후와 습한 아열대 기후가 겹친다.
도시의 날씨는 파키스탄 기상청에서 모니터링한다. 파키스탄 기상부는 국립농업센터(National Agromet Centre)의 지원을 받아 농부들에게 정기적으로 예보, 공공 경보 및 강수량 정보를 제공한다.
연평균 강우량은 약 718mm(28.3인치)이다. 장마철인 7월, 8월, 9월에 최고조에 달하지만, 겨울철 서부 교란으로 인해 우박과 관련된 상당한 강우량이 발생하기도 한다. 7월에 시작해서 9월에 끝나는 몬순 시즌은 도시에 폭우를 가져와 돌발 홍수를 일으킨다. 몬순 해류가 서쪽 요란과 상호 작용하면 폭우가 발생할 수도 있다. 7월은 연중 가장 습한 달로 홍수가 자주 보고된다. 몬순은 9월에 끝나고 건기가 시작된다. 10월과 11월은 비가 거의 내리지 않고 가장 건조한 달이다. 겨울에는 날씨가 흐리고 안개가 자주 발생한다. 1961년 9월 5일 파키스탄 기상부에 의해 기록적인 강우량 264.2mm(10.40인치)가 기록되었다. 도시의 기온은 1947년 6월 9일과 2010년 5월 26일에 다시 관찰된 여름 최고 기록인 48.0°C(118.4°F)에 도달했다. 최저 기온은 -4.0°C(24.8°F)이다. 1978년 1월 15일에 기록되었다. 파이살라바드에서 기록된 가장 높은 돌풍은 2000년 6월 2일 심한 먼지 폭풍 중에 발생했으며, 이때 최대 풍속은 시속 151km(94mph)에 도달했다. 기온과 강수량 기록을 제외하면 파이살라바드의 바람은 일반적으로 약한다. 이 도시는 풍속이 낮은 지역에 위치하고 있다. 오후에는 서풍이 불고 밤에는 고요한다. 이곳에서는 몬순 시즌 동안 남동풍/동풍이 흔히 발생한다. 평원에 있는 파이살라바드는 농작물에 피해를 줄 수 있는 심한 뇌우와 돌풍을 경험할 수 있다.
| Faisalabad의 기후        | Faisalabad의 기후 | Faisalabad의 기후 | Faisalabad의 기후 | Faisalabad의 기후 | Faisalabad의 기후 | Faisalabad의 기후 | Faisalabad의 기후 | Faisalabad의 기후 | Faisalabad의 기후 | Faisalabad의 기후 | Faisalabad의 기후 | Faisalabad의 기후 | Faisalabad의 기후 |
| 월                       | 1월               | 2월               | 3월               | 4월               | 5월               | 6월               | 7월               | 8월               | 9월               | 10월              | 11월              | 12월              | 연간              |
| ------------------------ | ----------------- | ----------------- | ----------------- | ----------------- | ----------------- | ----------------- | ----------------- | ----------------- | ----------------- | ----------------- | ----------------- | ----------------- | ----------------- |
| 역대 최고 기온 °C (°F)   | 26.6 (79.9)       | 30.8 (87.4)       | 37 (99)           | 44 (111)          | 47.5 (117.5)      | 48 (118)          | 46.1 (115.0)      | 42 (108)          | 41.1 (106.0)      | 40 (104)          | 36.1 (97.0)       | 29.2 (84.6)       | 48 (118)          |
| 일평균 최고 기온 °C (°F) | 19.4 (66.9)       | 22.2 (72.0)       | 27.4 (81.3)       | 34.2 (93.6)       | 39.7 (103.5)      | 41.0 (105.8)      | 37.7 (99.9)       | 36.5 (97.7)       | 36.6 (97.9)       | 33.9 (93.0)       | 28.2 (82.8)       | 22.1 (71.8)       | 31.6 (88.9)       |
| 일평균 최저 기온 °C (°F) | 4.8 (40.6)        | 7.6 (45.7)        | 12.6 (54.7)       | 18.3 (64.9)       | 24.1 (75.4)       | 27.6 (81.7)       | 27.9 (82.2)       | 27.2 (81.0)       | 24.5 (76.1)       | 17.7 (63.9)       | 10.4 (50.7)       | 6.1 (43.0)        | 17.4 (63.3)       |
| 역대 최저 기온 °C (°F)   | −2.9 (26.8)       | −1.4 (29.5)       | 1 (34)            | 7 (45)            | 13 (55)           | 17 (63)           | 19 (66)           | 18.6 (65.5)       | 15.6 (60.1)       | 9 (48)            | 2 (36)            | −1.3 (29.7)       | −4 (25)           |
| 평균 강수량 mm (인치)    | 16 (0.6)          | 18 (0.7)          | 23 (0.9)          | 14 (0.6)          | 9 (0.4)           | 29 (1.1)          | 96 (3.8)          | 97 (3.8)          | 20 (0.8)          | 5 (0.2)           | 2 (0.1)           | 8 (0.3)           | 346 (13.6)        |
| 출처:                    |                   |                   |                   |                   |                   |                   |                   |                   |                   |                   |                   |                   |                   |

## 자매 도시
- 영국 맨체스터 (1997)
- 일본 고베시 (2008)